# Robert Méndez
Robert Javier Méndez García (15 juni 1993) is een Uruguayaans wielrenner.

## Carrière
In 2015 werd Méndez nationaal kampioen op de weg bij de beloften. Drie jaar later won hij de tijdrit voor eliterenners, voor Agustín Moreira en Juan Caorsi.

## Overwinningen
2015
 Uruguayaans kampioen op de weg, Beloften
2018
 Uruguayaans kampioen tijdrijden, Elite